# Lükurgosz (athéni szónok)
Athéni Lükurgosz (ógörögül: Λυκοῦργος, latinul: Lycurgus), (i. e. 390 körül – i. e. 324) a nevezetes tíz attikai szónok egyike.
Lükophrón fiaként született a Butadák ősi papi nemzetségéből. Mint államférfi, nagy érdemeket szerzett egyrészt mint a makedón befolyással küzdő görögbarát párt tagja, másrészt mint Athén pénzügyeinek 2 éven át való intézője (i. e. 338–326). Helyreállíttatta a hadihajókat (négy és ötevezősorosokat is építtetett), kitataroztatta a hajóállásokat, befejezte a hadi szertár építését és felszerelését, továbbá a Dionüszosz színház, a panathenaei stadium és a lükeumi gümnaszión építését és díszítését. Nem sokkal ezután elhunyt, és csak jóval halála után, i. e. 307-ben örökítették meg emlékét, irodalmi (Ps. Plutarch. p. 852) és felirati (CIA II 1, 240) módon. Szónoki szereplései összefüggésben álltak államférfiúi pályájával: feladatának tűzte ki, hogy hazaárulókat vonjon megérdemelt büntetés alá. Ilyen tárgyú egyetlen ránk maradt beszéde, a Leokratész ellen. Leokratész a khairóneiai csata után gyáván megszökött a városból, és i. e. 331-ben, amikor már biztonságban hitte magát, ismét visszatért. Tanulságos a beszéd jogtörténeti szempontból is, mert példa a korabeli vádemelés formájára.
Az ókorban Lükurgosznak a fentebbi beszédén kívül még másik 14-et ismertek; ezek közül kettőt Lükurgosz saját intézkedéseinek igazolására tartott. Ékesszólásának leghatásosabb eleme az erkölcsi megbotránkozásnak (a görög szónokoknál ritka) komolysága volt; nyelvezete és előadása kissé darabos, de a komoly tartalomhoz nagyon illő. Számos törvénye, melyeknek szövege az Akropolisz kőtábláin volt bevésve – néhány töredék (CIA II 162, 168 stb.) kivételével – szintén elveszett.

## Magyarul
- Lykurgos beszéde Leokrates ellen. Görögül és magyarul; ford., bev., jegyz. Fináczy Ernő; Akadémia, Bp., 1893 (Görög és latin remekírók)